# Маслянинський район
Маслянинський район — муніципальне утворення в Новосибірській області  Росії.
Адміністративний центр — селище міського типу Маслянино.

## Географія
Район розташований на південному сході Новосибірської області, межує з Тогучинським, Іскітимським і  Черепановським районами Новосибірської області, Кемеровською областю і Алтайським краєм. Територія району за даними на 2008 рік — 345,3 тис. га, в тому числі сільгоспугіддя — 193,2 тис. га (56% всієї площі) .
На території району розташований Талицький заказник.

## Історія
Район утворений в 1925 році в складі Новосибірського округу Сибірського краю, з 1930 року в складі Західно-Сибірського краю. У 1937 район був включений до складу новоствореної Новосибірської області.

## Економіка

### Промисловість
Головними промисловими підприємствами є: ЗАТ фірма «Цегельний завод» — виробництво цегли, ТОВ артіль старателів «Суенга» — видобуток золота. Крім того, 16 малих промислових підприємств виробляють різні види продукції: пиломатеріали, фанеру, шпон, пластикові вікна, дверні та віконні блоки, м'які та корпусні меблі, кондитерські та хлібобулочні вироби, овочеві консерви, сири, алкогольні напої.

### Сільське господарство
Сільськогосподарським виробництвом займаються 18 сільськогосподарських підприємств з різним юридичним статусом. Основна спеціалізація: рослинництво, тваринництво. Чисельність працюючих складає 2,2 тис. чол. (20% від усіх працюючих). Зареєстровано 27 селянсько-фермерських господарств. В рамках національного проекту «Розвиток АПК» створено 13 сільськогосподарських споживчих кооперативів із заготівлі та переробки продукції особистих підсобних і селянсько-фермерських господарств. З метою управління сировинними ресурсами, промислової переробки і реалізації кінцевого продукту в районі створено агропромисловий холдинг.

## Населення
| 2002    | 2009    | 2010    | 2011    | 2012    | 2013    | 2014    |
| ------- | ------- | ------- | ------- | ------- | ------- | ------- |
| 27 196  | ↘26 165 | ↘25 966 | ↘24 410 | ↘24 147 | ↘23 956 | ↘23 714 |
| 2015    | 2016    | 2017    | 2018    | 2019    |         |         |
| ↘23 635 | ↘23 571 | ↘23 551 | ↘23 484 | ↘23 441 |         |         |